# 林芳正
林芳正（日语：／ Hayashi Yoshimasa，1961年1月19日—），日本自由民主黨籍政治人物，出生於東京都，現任內閣官房長官，曾任文部科學大臣、農林水產大臣、經濟財政政策擔當大臣、防衛大臣、外務大臣等政府公職，性別男性。1995年至2021年期間為參議院議員（5屆），後改選眾議院議員並當選至今（1屆）。在自民黨內屬於宏池會（岸田派），因曾任日中友好議員聯盟會長，故被廣泛視為日本政壇裡的親中派。

## 生平
出身於山口縣下關市，1984年3月东京大学法学部第2類（公法课程）毕业；4月三井物产株式会社入社（1989年5月退职），1989年6月Sanden交通株式会社入社（1990年6月退职），1990年7月山口合同煤气株式会社入社（1993年1月退职）。
1992年12月任众议院议员林义郎秘书。1993年2月任大藏大臣秘书官，至8月自民黨失去政權。1994年1月任众议院议员林义郎政策秘书（～1995年6月）；6月美国哈佛大学肯尼迪行政大学院结业。1995年7月当选参议院议员（第17次通常选举）。
1999年10月至2000年7月任大藏政务次官。2001年7月連任参议院议员（第19次通常选举）。2004年10月至2005年11月任参议院外交防卫委员长。2006年9月至2007年8月任安倍内阁府副大臣。2007年7月29日，連任参议院议员（第21次通常选举）。2008年8月至9月任防卫大臣。2009年3月任参议院政府开发援助等相关特別委员长；7月任内阁府特命担当大臣（经济财政政策担当），至9月自民黨失去政權。
2012年12月自民黨重新執政後，先後出任安倍內閣的農林水產大臣和文部科學大臣。
2021年11月，出任岸田內閣的外務大臣。2023年12月14日，出任內閣官房長官。

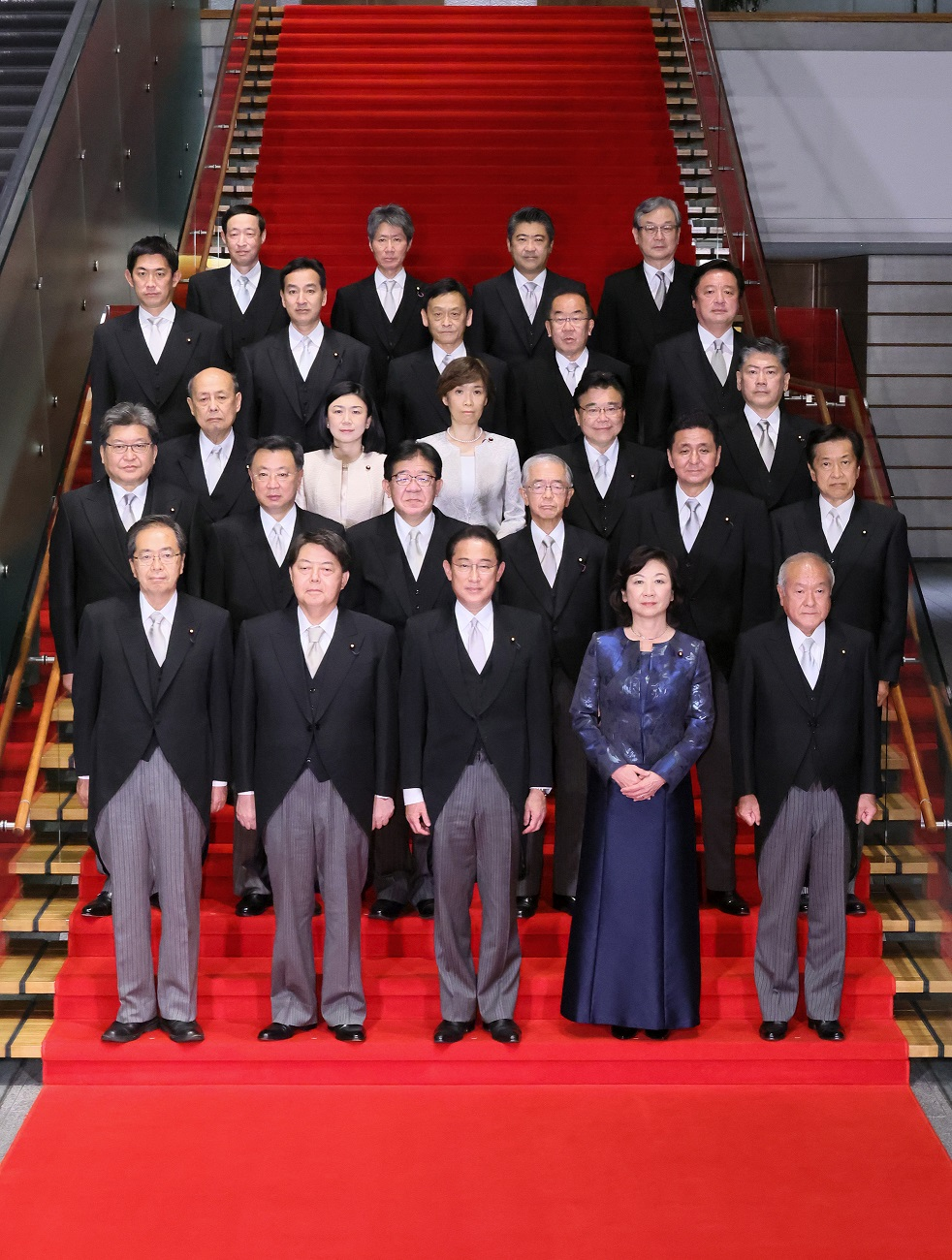
2021年11月10日第二次岸田內閣閣員合照，首排左起第二人為林芳正，第三人為內閣總理大臣岸田文雄

2024年9月3日，林芳正宣佈參選2024年自由民主黨總裁選舉，最終在第一輪投票以8.8%得票率落選，之後留任石破內閣的內閣官房長官。

## 荣誉

### 外国勋章奖章
- 三等功绩勋章（乌克兰，2022年8月23日公布[3]）
- 国家功绩特种大十字勋章（巴拉圭，2023年4月28日批准[4]，2023年5月5日于亚松森颁授[5]）

## 爭議

### 賴清德弔唁安倍事件
2022年7月12日，外務大臣林芳正在面對記者詢問「關於台灣賴清德副總統赴日弔唁安倍元（前）首相，這是很罕見的」的看法時，他在回應中用了「你指出的人物」。
其用詞被全日本台灣連合會抗議（節錄）：
即使是以私人的身份來到日本，雖然沒有正式的邦交，但是對一個国家的副總統用「你指出的人物」來稱呼他，不覺得太失禮了嗎？更不應該對代表台灣民眾哀悼、早早趕來參加安倍前總理葬禮的賴副總統使用。雖然是誇大其詞，但我還是想問，在台灣發揮大使館功能的公益財團法人日本台灣交流協會台北事務所前設置的信息板，你知道嗎？無論男女老少，台灣的人們都在留言板上寫下了發自內心的留言，想必大家都不陌生吧。林外長的言行對台灣人民的這種真心潑冷水，是絕對不允許的。

該發言也引發日本國內及自民黨內部的討論和批判，自民黨外交部會長佐藤正久指出其發言輕視台灣副總統。